# Johannes Teutonicus Zemeke
Johannes Teutonicus Zemeke (falecido em 1245), também Joannes Simeca Teutonicus e John Zimeke, foi um glossador decretista, mais conhecido por suas glosas sobre o Decretum de Graciano em colaboração com Bartolomeu de Bréscia. 

## Biografia
Johannes estudou as duas leis na Universidade de Bolonha (sob orientação de Azo em direito civil) e falava alemão, italiano, francês e latim. Suas obras incluem a glosa do Decreto de Graciano e a das constituições do Quarto Concílio de Latrão. Sucessivamente cônego, reitor do capítulo de Halberstadt, provincial dos dominicanos para aHungria, depois para a Lombardia (enquanto a província estava unida contra Frederico II) e general dos dominicanos, foi amigo íntimo do imperador da Alemanha. Foi obrigado a separar-se dele, o que explica as suas contradições políticas: não há Império fora da Igreja, mas um poder imperial vindo de Deus.

## Obras
- John Teutonicus, Apparatus glossarum in compilationem tertiam, Kenneth Pennington (ed.), Vatican, 1981.